# Biosteres sibiricus
Biosteres sibiricus är en stekelart som beskrevs av Vladimir Ivanovich Tobias 1998. Biosteres sibiricus ingår i släktet Biosteres och familjen bracksteklar. Inga underarter finns listade.